# Коммунистическая партия Эстонии
Коммунисти́ческая па́ртия Эсто́нии, КПЭ (эст. Eestimaa Kommunistlik Partei) — политическая партия в Эстонии, созданная в 1920 году. Правящая партия в 1940—1941 и 1944—1990 годах. С 1940 по 1952 год под названием Коммунистическая партия (большевиков) Эстонии, КП(б)Э входила в ВКП(б); затем до 1990 года как КПЭ — в КПСС.

## Предыстория

### Между Февралем и Октябрем
После Февральской революции эстонские коммунисты получили возможность заниматься легальной деятельностью. Уже 19 марта (1 апреля) был избран легальный Ревельский комитет РСДРП(б). 16—17 (29—30) апреля в Таллине состоялась Первая конференция Северо-Балтийской (Эстонской) организации РСДРП(б), на которой присутствовало 38 делегатов, представляющих около 2 тысяч членов партии. Конференция одобрила Апрельские тезисы Ленина. На ней же был избран центральный орган — Северо-Балтийский областной комитет РСДРП(б). Его председателем стал Юлиус Россфельдт (Julius Rossfeldt), заместителем — Иван Васильевич Рабчинский. Между пленумами действовало Северо-Балтийское бюро РСДРП(б).
18 (31) марта в Ревеле возобновилось издание газеты «Kiir» («Луч»), закрытой в 1914 году. Газета выходила ежедневно как орган Северо-Балтийского и Ревельского комитетов РСДРП(б). Тираж составлял порядка 10—12 тысяч экземпляров, всего вышло 88 номеров. 12 (25) июля 1917 года вновь закрыта Временным правительством. С 17 (30) мая выходила газета «Утро правды» (на русском языке).
В начале мая в советах Эстонии созданы большевистские фракции. Большевики начали более активную деятельность в профсоюзах, рабочих культурно-просветительских, молодёжных и других организациях. Они руководили Центральным бюро профсоюзов и Центральным советом рабочих старост Таллина. При Северо-Балтийском бюро РСДРП(б) было образовано Временное центральное бюро безземельных крестьян. Большевики стремились завоевать большинство в Советах, резко выступали против эсеров и меньшевиков.
13 и 16 (26 и 29) августа 1917 состоялась Вторая конференция Северо-Балтийских организаций РСДРП(б). В её работе участвовали представители 23 партийных организаций. Тогда численность партии составляла около 7 тысяч членов. Северо-Балтийский комитет РСДРП(б) был переименован в Эстляндский комитет РСДРП(б), избрано Эстляндское областное бюро РСДРП(б) (Ян Анвельт, В. Вельман, И. Егоров, Х. Суудер, И. Хейнтук). В результате выборов в органы городского самоуправления в августе 1917 городские Думы в Таллине и Нарве перешли в руки большевиков. В крупных промышленных центрах большевики организовывали Красную гвардию.

### Трудовая коммуна
После установления в Эстонии советской власти в октябре (по новому стилю — в ноябре) 1917 года Исполком советов Эстляндии 19 января (1 февраля) 1918 года опубликовал проект конституции Эстляндской трудовой коммуны. Согласно проекту конституции советская республика провозглашалась автономной частью РСФСР. 28 ноября 1917 года выборный орган — Временный Земский Совет Эстляндской губернии — провозгласил себя верховной властью, до созыва Конституционного совета. Однако большевики распустили Земский Совет и руководители борьбы за независимость были вынуждены уйти в подполье.
С началом немецкого наступления, 24 февраля 1918, когда большевики покинули Таллин, собравшийся на чрезвычайное заседание Земский Совет передал высшую власть управления в руки Комитета Спасения Эстонии и опубликовал «Манифест ко всем народам Эстонии» (т. н. «Манифест о независимости»), объявлявший Эстонию независимой демократической республикой, нейтральной по отношению к Российско-Германскому конфликту.
К концу февраля 1918 года вся территория Эстонии была оккупирована германскими войсками. Немецкие оккупационные власти также, как это сделал чуть ранее Комитет спасения Эстонии, отменили практически все нововведения большевиков.
19 мая 1918 года в Петрограде был создан Центральный комитет эстонских секций РКП(б) под председательством Яна Анвельта. 15 июля того же года проходившая в Москве конференция эстонских секций РКП(б) приняла решение о создании эстонских частей РККА (т. н. Красные эстонские полки).
12—14 сентября и 9 ноября в оккупированном немцами Ревеле произошли забастовки, которые поддержало большинство рабочих. В ноябре 1918 года вследствие  капитуляции Германской империи в Первой мировой войне и вспыхнувшей в Германии революции, по указу министра обороны новообразованной Веймарской республики начался вывод частей Кайзеровской армии из Прибалтики. В Таллине тем временем Совет рабочих депутатов обратился за поддержкой к большевистскому правительству, которое ещё 13 ноября аннулировало Брестский мир в одностороннем порядке, после чего увеличило свою помощь действовавшим в Эстонии большевикам. Координация и политические контакты поддерживались через ЦК эстонской секции РКП(б).
29 ноября 1918 части РККА, в том числе и Красные эстонские полки, заняли Нарву, где в тот же день была провозглашена Эстляндская трудовая коммуна. Власть была  передана Совету Коммуны (председатель — Ян Анвельт, члены: Виктор Кингисепп, Рудольф Вакман, Артур Вальнер, Йоханнес Кясперт, Карл Мюльберг, Йоханнес Мяги, Ханс Пегельман, Отто Рястас, Макс-Альфред). Правительство РСФСР декретом от 7 декабря 1918 за подписью Ленина признало независимость Эстляндской трудовой коммуны. К январю 1919 Красная Армия заняла две трети территории страны и стояла в 35 километрах от Таллина. На занятой Красной Армией территории вновь стали действовать декреты Советской власти. Но в аграрном вопросе были допущены ошибки (на базе бывших помещичьих имений создавались только государственные хозяйства, земля не была передана крестьянам и др.), что настроило против большевиков часть крестьянства.
В феврале 1919 Эстонская армия при поддержке Антанты  и белогвардейской Северо-Западной армии под командованием Н. Юденича вытеснили части Красной Армии с территории Эстонии. Совет Коммуны сначала переехал в Лугу (по другим источникам — в Старую Руссу), а 5 июня 1919 прекратил свою деятельность.

## Компартия в независимой Эстонии

### 1920—1924 годы
После поражения советской власти эстонские коммунисты вынуждены были действовать в подполье. 5 ноября 1920 года была провозглашена независимая от РКП(б) Коммунистическая партия Эстонии (КПЭ). На первом конгрессе Коминтерна, проходившем в марте 1919 года, эстонских коммунистов представлял Ханс Пегельман. На Втором конгрессе (август 1920 года) коммунистов представляли Пегельман и Вакман. Также на конгрессе был представитель от Эстонской независимой социалистической рабочей партии. После официального своего создания в ноябре 1920 года Компартия Эстонии официально вошла в состав Коминтерна.
Численность компартии на конец 1920 года составляла всего около 700 человек. Однако уже к 1924 году в партии состояло порядка 2 тысяч членов. Коммунисты действовали в легальных организациях: профсоюзах, обществах сельских трудящихся, молодёжных организациях. Издавалась нелегальная газета «Kommunist». Компартия имела сильные позиции в профсоюзах. В частности, коммунисты контролировали Центральный совет профсоюзов Таллина (ЦСПТ, эст. Tallinna Ametiühisuste Kesknõukogu), от имени которого участвовали в парламентских выборах 1920 года. Тогда список ЦСПТ получил поддержку 24 849 избирателей (5,3 % голосов), и коммунисты заняли 5 мест в Государственной думе. На выборах, проходивших в мае 1923 года, коммунисты выступали под именем Рабочего народного единого фронта (эст. Töörahva Ühine Väerind). По итогам этих выборов фракция коммунистов в парламенте увеличилась до 10 человек (9,5 % или 43 711 голосов).
Коммунистическая партия постоянно подвергалась репрессиям властей. В июне 1920 года рабочие-коммунисты В. Богданов и Г. Креукс были приговорены военно-окружным судом к смертной казни, и только мощная стачка протеста вынудила власти заменить казнь десятилетней каторгой. По неполным данным, в 1920—1921 годах в Эстонии прошло около 70 политических судов над революционерами, наиболее крупный из них — «процесс 50» в Тарту. В мае 1922 году был арестован и затем расстрелян один из лидеров нелегального руководства КПЭ Виктор Кингисепп. В январе 1924 было разгромлено около 300 профсоюзных организаций и ячеек КПЭ, их актив, а также депутаты от Единого фронта были арестованы. С 10 по 27 ноября 1924 года проходил т. н. «процесс 149». По его итогам 39 человек были приговорены к пожизненной каторге. Один из участников процесса, — депутат парламента Яан Томп, — за «оскорбление суда» и «подстрекательство к открытому мятежу» предан военному суду и по его приговору расстрелян. За месяц до начала процесса, 18 сентября был арестован другой депутат-коммунист Ханс Хейдеманн, проходивший по «процессу 78» и расстрелянный 29 августа 1925 года. Всего в 1925 году состоялось 74 политических суда над 244 обвиняемыми.

### Декабрьское восстание1924 года
В Таллине, Тарту, Нарве и в других городах и посёлках были организованы вооруженные боевые группы и отряды из коммунистов, комсомольцев и рабочих. В ноябре 1924 года в них насчитывалось около 1 тысячи человек. Для руководства восстанием на объединённом заседании ЦК КПЭ и ЦК КСМЭ 29 ноября был создан Военно-революционный комитет (председатель Вальтер Клейн). Общее руководство подготовкой осуществляли Ян Анвельт и Карл Римм. По плану Военно-революционного комитета (ВРК) восстание, начавшись в Таллине и Пярну, должно было охватить все центры страны. В ходе его предполагалось создать революционное правительство, которое должно было восстановить советскую власть.
Восстание началось утром 1 декабря выступлением около 300 бойцов боевых дружин, которые овладели Балтийским вокзалом, железнодорожной станицей Таллин-Вяйке, главным почтамтом, зданием Государственной думы, военным аэродромом, взорвали 2 железнодорожных моста. Однако захватить Военное министерство и казармы ряда воинских частей не удалось. Восстание было подавлено. В течение двух-трёх месяцев было расстреляно несколько сот рабочих, свыше 2 тысяч человек арестовано.

### 1925—1940 годы
В середине 1920-х годов компартия устанавливает тесные контакты с Эстонской рабочей партией (ЭРП, Eesti Tööliste Partei). В преддверии выборов 1926 года нелегальный ЦК КПЭ через своего представителя Аугуста Рийсмана предложила ЭРП договориться о блокировании. 20 апреля 1926 года Рийсман и 12 руководителей ЭРП были арестованы. В ночь на 23 апреля Рийсман был расстрелян по приговору военно-полевого суда. Тем не менее, список ЭРП, включавший в себя коммунистов, сумел набрать на выборах 5,8 % голосов и получить 6 мест в парламенте. На выборах 1929 года КПЭ также шла в блоке с ЭРП.
В январе 1930 года ИККИ в рамках теории «третьего периода» осудил компартию Эстонии за правый уклон, недостаточную борьбу с «социал-фашизмом» и т. д. Первым секретарем ЦК КПЭ был назначен Артур Меринг. В январе 1931 года было решено распустить нелегальную организацию КПЭ в Эстонии ввиду её политического разложения. На её базе создавалась сеть ячеек, не связанных друг с другом, но связанных с специально назначенным эмиссаром. В одной из скандинавских стран планировалось разместить новый нелегальный аппарат, ответственный перед ЦК КПЭ и Исполкомом Коминтерна в Москве. Партийная пресса должна была печататься в скандинавских странах и нелегально доставляться в Эстонию. В целом, такая структура начала действовать в Стокгольме в 1932 году. В 1933 году аппарат переехал в Копенгаген, куда чуть позже перебралось также Западноевропейское бюро ИККИ, находившееся до этого в Берлине.
Конец 1920 — начало 1930-х годов были отмечены для Эстонии, как и для всего капиталистического мира, экономическим кризисом. В 1929—1933 годах производство промышленной продукции в Эстонии сократилось на треть. Зарегистрированных безработных зимой 1932 года насчитывалось около 32 тысяч человек (в крупной и средней промышленности было занято 28 тысяч человек), доходы крестьянских хозяйств уменьшились на половину. Большим влиянием в тот момент пользовалась Лига ветеранов Освободительной войны (Вапсы) — ультраправая организация, ориентировавшаяся на итальянских и финляндских фашистов. 12 марта 1934 года, чтобы предотвратить приход Вапсов к власти, был совершен государственный переворот. Президент Констанин Пятс и генерал Йохан Лайдонер стали единолично управлять республикой. К осени был распущен парламент, а впоследствии запрещены все действующие политические партии. В результате постоянных репрессий численность компартии к середине 1930-х годов составляла не больше 400 человек.
Тактика «третьего периода» прервалась в середине 1930-х годов. Тогда Коминтерн начал проводить среди коммунистических партий тактику «народных фронтов». В этом контексте конференция КПЭ, проходившая в Москве 13—17 августа 1934 года, приняла новую линию на сближение с левыми социалистами во главе с Ниголем Андрезеном. Левая социалистическая партия Эстонии действовала как легальная на тот момент политическая организация, имевшая существенное влияние на радикальные слои рабочего класса. Таким образом линия на прекращение сотрудничества с «социал-фашистами» была свернута. В течение июля 1935 года Второй секретарь ЦК КПЭ Йоханнес Меэритс встречался с Андрезеном в Финляндии, результатом которой явилось подписание соглашения о сотрудничестве. В августе 1935 года проходил Седьмой конгресс Коминтерна, на котором КПЭ представляли Меэритс, Карл Сяре, Анвельт, Меринг и Альберт Саккарт. 6 октября 1935 года в Москве прошла встреча ЦК КПЭ, на которой обсуждалась новая политическая линия.
В 1938 году была проведена широкая амнистия политзаключённых. После 14-летнего заключения вышли на свободу Йоханнес Лауристин, Оскар Сепре, Артур Веймер, Хендрик Халлик, Херманн Арбон, Пауль Кеэдро, Александр Резев и другие (всего около ста человек). В том же году в Государственной думе создается фракция «Единый блок трудового народа».

### Эстонские коммунисты в СССР
После поражения трудовой коммуны в Советскую Россию бежали многие эстонские коммунисты. Немало скрывалось от преследований официальных эстонских властей. В СССР продолжала функционировать Эстонская секция РКП(б) — ВКП(б). Кроме того, действовала Эстонская секция ИККИ. Выпускались издания на эстонском языке. В частности, в Ленинграде с ноября 1917 года выходила газета «Edasi» («Вперед»), ответственным редактором которой в 1930-е годы был Отто Рястас. С 1918 года выходила газета «Tööline» («Рабочий»). Выпускались, кроме того, теоретические журналы, такие как «Klassivõistlus» («Классовая борьба», с 1919 по 1936 год) и «Partei Elu» («Партийная жизнь», в 1920—1921 годах). В начале 1920-х годов выходил журнал для молодых коммунистов — «Noored Kommunaarid» («Юные коммунары», с 1920 по 1922 год). В 1926—1933 годах выпускался журнал «Proletaarne Revolutsioon Eestis» («Пролетарская революция в Эстонии», редактор — Йоханнес Кясперт).
В конце 1930-х годов во время сталинских репрессий погибли в тюрьмах или были расстреляны многие деятели компартии, бежавшие в 1920—1930-е годы в СССР. В их числе оказались Ян Анвельт, Йоханнес Кясперт, Ханс Пегельман, Карл Римм, Отто Рятас и многие другие. В декабре 1937 года решением бюро Ленинградского обкома ВКП(б) были закрыты газета «Edasi» и журнал «Kommunismi Teel» («На пути к коммунизму»), выходивший с 1936 года.

### Съезды КПЭ
- 1-й съезд — 5 ноября 1920
- 2-й съезд — 5—6 октября 1921
- 3-й съезд — 24 сентября 1922[19]

## Компартия в 1940—1990 годах

### Вхождение Эстонии в СССР: 1940 год
28 сентября 1939 Эстония заключила с СССР вынужденный договор о взаимопомощи, в соответствии с которым на территории Эстонии были размещены военные базы Советского Союза. 16 июня 1940 года советское правительство предъявило ультиматум о смене эстонского правительства и о вводе дополнительного контингента войск. Ультиматум был принят и 17 июня были введён дополнительный контингент войск. По современной эстонской версии, это означало оккупацию всей территории страны. 21 июня 1940 года было сформировано Народное правительство Эстонии, состоявшее, в основном, из левых социалистов или сочувствующих им. В состав правительства вошли: председатель Йоханнес Варес, министр иностранных дел Ниголь Андрезен, министр внутренних дел Максим Унт, министр земледелия Александр Иоэр, министр юстиции Борис Сепп и другие. 5 июля президент Пятс принял решение о проведении внеочередных выборов в Рийгикогу. В тот же день решением начальника внутренней обороны, заместителя министра внутренних дел Харальда Хабермана был снят запрет на деятельность КПЭ и вышел 1-й номер легальной газеты компартии «Kommunist».
На состоявшихся 14 июля выборах в Рийгикогу победу одержал блок «Союз трудового народа Эстонии» (СТН) — единственная допущенная к участию в выборах политическая организация. Этот «Союз» включал в себя коммунистов и левых социалистов. В выборах приняло участие 591 030 граждан, или 84,1 % от общего числа избирателей. За кандидатов «Союза трудового народа» проголосовало 548 631 человек, или 92,8 % от числа голосовавших. Избирательные платформы СТН не содержали положений о провозглашении советской власти и вступлении в состав Советского Союза. Однако избранный парламент включил соответствующие положения в свои декларации. 21 июля 1940 года сессия вновь избранного парламента приняла решение об установлении в стране Советской власти и образовании Эстонской ССР, а 22 июля — «Декларацию о вхождении Эстонской ССР в состав Союза Советских Социалистических Республик». 23 июля были приняты декларации «Об объявлении земли всенародным достоянием» и «О национализации банков и крупной промышленности». На сессии Верховного Совета СССР, состоявшейся в начале августа, были «удовлетворены просьбы» новых парламентов Прибалтийских республик о включении последних в состав СССР.

### Эстонская ССР в 1940—1941 годах
После присоединения Эстонии к СССР, местная компартия 8 октября 1940 года официально вошла в состав ВКП(б). 5—8 февраля 1941 года состоялся 4-й съезд КП(б)Э. Ключевыми фигурами в партии в тот момент были: Карл Сяре, Николай Каротамм, Йоханнес Лауристин и другие. Многие левые социалисты, такие как Варес, Андрезен, Максим Унт, Неэме Руус и другие, в течение 1940 года вступили в КП(б)Э и ВКП(б).
В мае и июне 1941 года ЦК ВКП(б) и СНК принял и постановление об «очистке» республик Прибалтики, Молдавии, Западной Украины и Западной Белоруссии от «антисоветского, уголовного и социально-опасного элемента». Данные категории лиц арестовывались и направлялись в лагеря сроком от 5 до 8 лет с последующей ссылкой на 20 лет, а члены их семей высылались в отдалённые местности Советского Союза. При этом происходила конфискация их имущества. После войны все высланные лица были освобождены от административного надзора, но компенсации за конфискованное имущество не получили. Только за первую половину 1941 года из Эстонии было выслано 9,2 тысячи человек.

### Сопротивление: 1941—1944 годы
Во время войны в Эстонии действовало два центра сопротивления германской армии: Эстонский штаб партизанского движения и Национальный комитет за Эстонскую республику. Партизанский штаб был создан в ноябре 1942 года под руководством компартии, и действовал до 1944 года. Его председателем все время существования был Николай Каротамм. Многие эстонские коммунисты, включая лидеров компартии, погибли во время Великой Отечественной войны — Йоханнес Лауристин, Андрей Мурро, Адольф Паук и другие.
Национальный комитет был создан в марте 1944 года, и действовал в контакте с «конституционным» (несоветским) правительством Эстонии во главе с Юри Улуотсом. 1 августа НК провозгласил себя верховной властью в Эстонии. 18 сентября, после эвакуации немецких войск, Улуотс, исполнявший должность президента, назначил правительство во главе с Отто Тифом. Однако вскоре оно было арестовано советскими войсками.

### Советская Эстония в 1940—1980-е годы
Осенью 1944 года после тяжелых боев Эстония была занята частями Красной Армии. За время войны было разрушено около половины промышленных предприятий, уничтожена бо́льшая часть скота, погибли около 80 тысяч жителей, не менее 70 тысяч эстонцев эмигрировали. По окончании войны власти предприняли массовые репрессии (многие специалисты, общественные деятели и зажиточные крестьяне были арестованы и депортированы). В 1945 году была ликвидирована частная собственность в промышленном секторе, в 1947 году — в торговле. Насильственная коллективизация сельского хозяйства спровоцировала вооруженное сопротивление партизан (т. н. «лесных братьев»), которое продолжалось вплоть до 1953 года.
В период хрущевской «оттепели» Эстонская коммунистическая партия получила определённую степень независимости от КПСС в управлении республикой. Однако в последующий период, особенно после 1968 года, произошёл откат от политики либерализации. Ответной реакцией стало распространение политического инакомыслия, выразившегося в требовании предоставления Эстонии независимости и восстановления роли эстонского языка в образовании и общественной жизни. В 1980 году сорок представителей интеллигенции, в том числе либерально настроенные члены КПСС, направили в центральные правительственные органы и в газету «Правда» «Письмо 40» — по сути, манифест против советизации.
Массовое движение за независимость в Эстонии началось в 1987 с протеста общественности против планируемой добычи фосфоритов, которая могла привести к изменению демографического состава ЭССР. В 1988 был создан Народный фронт Эстонии (Rahvarinne), а также ряд других политических организаций (включая Партию независимости), которые выдвигали требование отделения от СССР. В ноябре 1988 Верховный Совет Эстонии, во главе которого стояли коммунисты-реформаторы, принял 254 голосами против 7 Декларацию о суверенитете Эстонской ССР. Численность партии на 1 января 1990 (накануне раскола) составляла 106 тысяч членов. В 1990 году партия перестает быть «руководящей и направляющей силой общества».

### Первые секретари ЦК КП(б)Э — КПЭ
- 1940—1943 Карл Яанович Сярэ (Karl Säre)
- 1944—1950 Николай Георгиевич Каротамм (Nikolai Karotamm), и. о. в 1943—1944
- 1950—1978 Иван Густавович Кэбин (Johannes Käbin)
- 1978—1988 Карл Генрихович Вайно (Karl Vaino)
- 1988—1990 Вайно Йосипович Вяльяс (Vaino Väljas)[26]

### Съезды КП(б)Э — КПЭ
- 4-й съезд — 5—8 февраля 1941 года (Таллин, далее все последующие съезды проходили там же)
- 5-й съезд — 23—25 декабря 1948 года
- 6-й съезд — 11—14 апреля 1951 года
- 7-й съезд — 16—19 сентября 1952 года
- 8-й съезд — 11—13 февраля 1954 года
- 9-й съезд — 17—19 января 1956 года
- 10-й съезд — 28—30 января 1958 года
- 11-й съезд — 8—9 января 1959 года
- 12-й съезд — 16—17 февраля 1960 года
- 13-й съезд — 27—29 сентября 1961 года
- 14-й съезд — 7—8 января 1964 года
- 15-й съезд — 1—3 марта 1966 года
- 16-й съезд — 17—19 февраля 1971 года
- 17-й съезд — 28—30 января 1976 года
- 18-й съезд — 28—30 января 1981 года
- 19-й съезд — 31 января — 1 февраля 1986 года
- 20-й съезд — 23—25 марта 1990 года[19]

## Компартия Эстонии после 1990 года

### Раскол на сторонников и противников независимости
В марте 1990 года Коммунистическая партия переживает раскол. Большинство компартии во главе с Вайно Вяльясом, выступавшее за суверенитет Эстонии, заявляет о выходе КПЭ из состава КПСС. С июня 1990 года носит название Коммунистическая партия (самостоятельная) Эстонии. В этом качестве она проводит 21-й (26 января 1991) и 22-й (28 ноября 1992) свои съезды. На 22-м съезде КП(с)Э принимает название Демократическая партия труда Эстонии.
Просоветская часть компартии продолжает действовать под именем Коммунистическая партия Эстонии (на платформе КПСС). 26 марта 1990 года треть делегатов 20-го съезда КПЭ, несогласных с объявлением самостоятельности партии, объявили о продолжении работы съезда и избрали секретарями ЦК Александра Гусева и Павла Панфилова. В июне 1990 года приняла название Коммунистическая партия Эстонии (КПСС) (Eestimaa Kommunistlik Partei (NLKP)). На 21-м съезде КПЭ (КПСС), проходившим 15 декабря 1990 года первым секретарем ЦК был избран Лембит Аннус. Партия выступала против выхода Эстонии из состава СССР. 22 августа 1991 года была запрещена правительством Эстонии за поддержку ГКЧП. Тем не менее, партия продолжала действовать и принимала участие в попытке восстановления Коммунистической партии Советского Союза.

### После распада СССР
В 1993 году партия присоединилась к СКП—КПСС, а после раскола Союза компартий в 2001 году — к КПСС Олега Шенина. 22-й съезд КПЭ (КПСС) состоялся 3 октября 1998 года.

### Руководители Коммунистической партии (самостоятельной) Эстонии
Председатель КП(с)Э
- 1990—1992 Вайно Вяльяс (Vaino Väljas)[28]

Первый секретарь ЦК КП(с)Э
- 1990—1992 Энн-Арно Силлари (Enn-Arno Sillari)[30]

### Руководители Коммунистической партии Эстонии (КПСС)
Первые секретари ЦК КПЭ (КПСС)
- 1990—1991 Лембит Аннус (Lembit Annus)[29]
- До 2011 года Юрий Мишин[31][32][33]
- В настоящее время Геннадий Филиппов[34]

Секретари ЦК КПЭ (на платформе КПСС) и ЦК КПЭ (КПСС)
- 1990 Александр Гусев и Павел Панфилов[29]